# Hoffmannia
Hoffmannia là một chi thực vật có hoa trong họ Thiến thảo (Rubiaceae).

## Hình ảnh

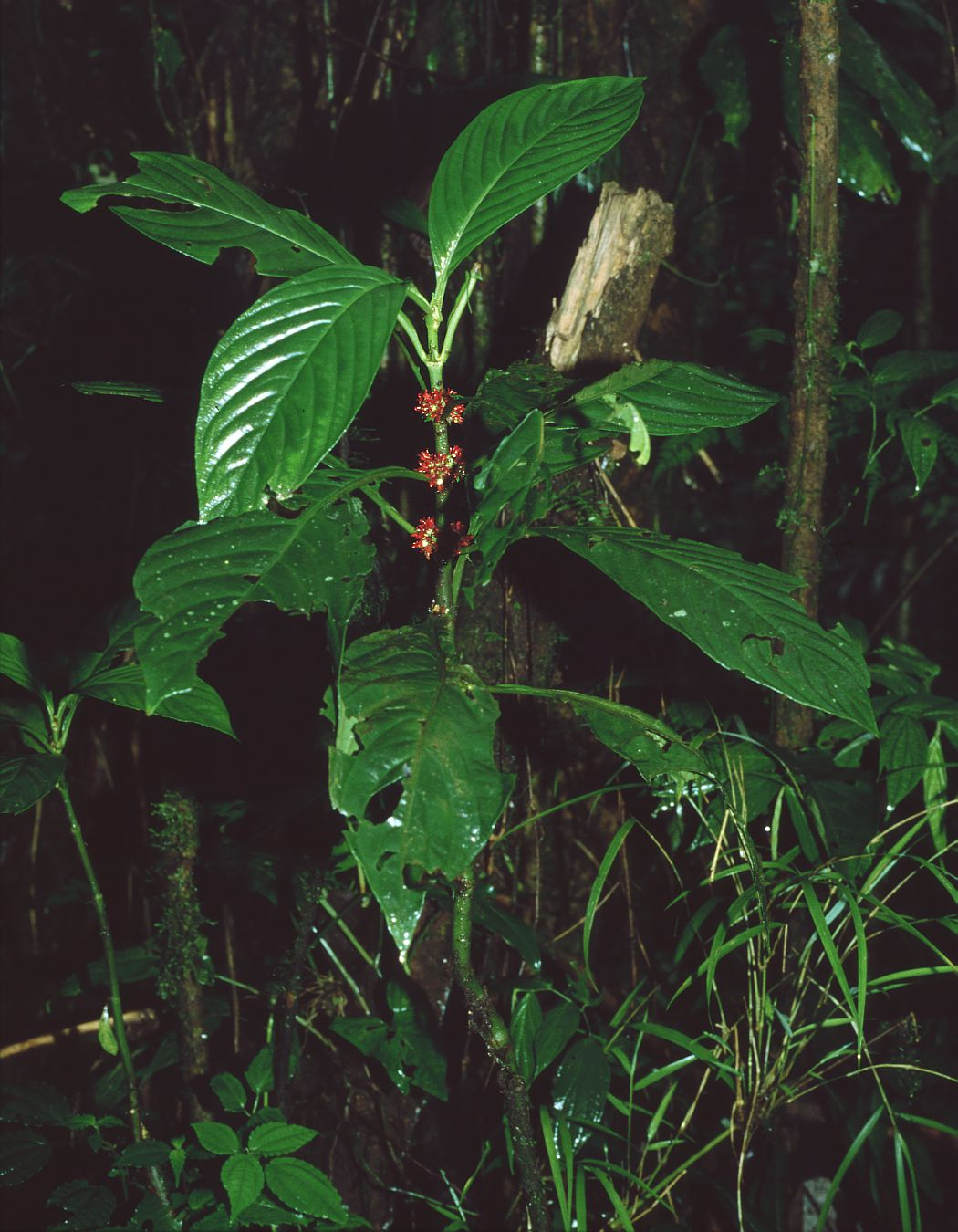
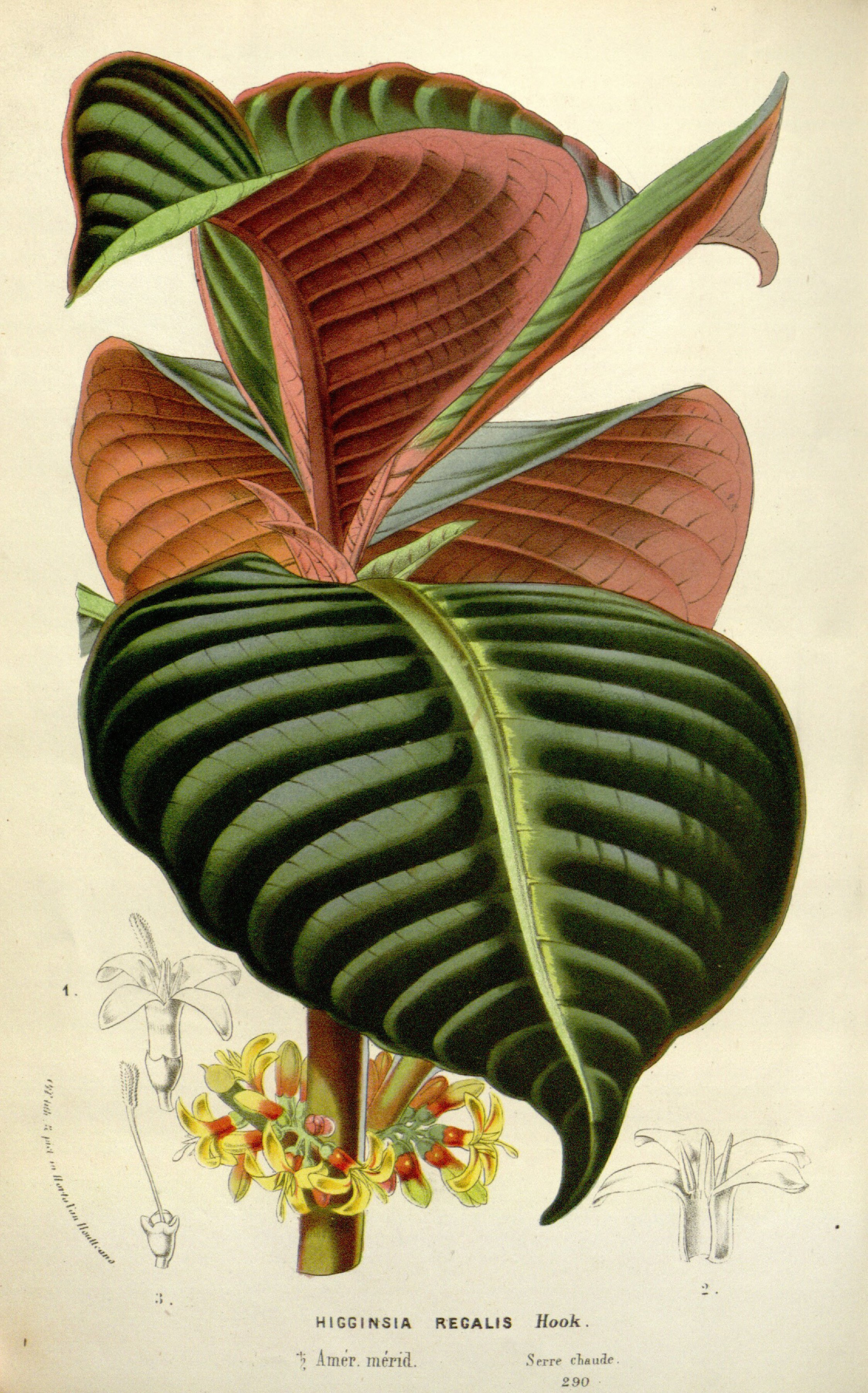
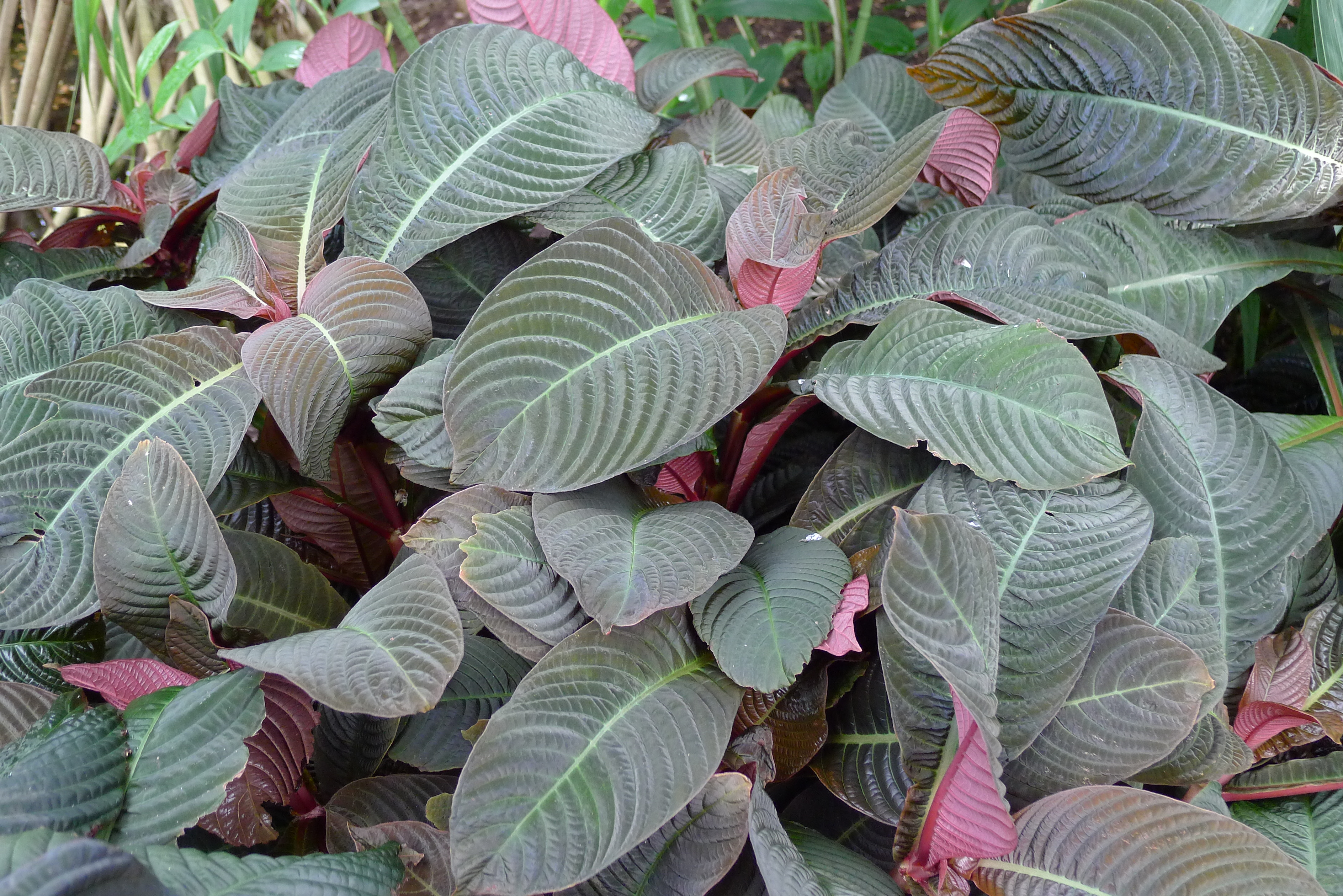

## Loài
Chi Hoffmannia gồm các loài: